# 後纖毛带亞門
后纤毛带亚门（學名：Postciliodesmatophora）是纤毛虫的一個亞門級的分類單元，包括异毛纲（Heterotrichea）和核残迹綱兩個綱。
旧的分类系统中，Postciliodesmatophora仅作为多膜纲（Polyhymenophora）的异名。旧的多膜纲包含了现在的异毛纲、寡毛纲、下毛纲等类群，此后被拆分从而作废。拆分出的异毛纲与原不属于多膜纲的核残迹纲，共同构成了新的后纤毛带亚门。

## 下属分类
本亚门包括以下纲：
- 异毛纲 Heterotrichea Stein，1859
  - Armophorida
  - 异毛目 Heterotrichida
  - Plagiotomida
- 核残迹纲 Karyorelictea Corliss，1974
  - 核残迹目 Karyorelictida
  - Loxodida
  - Protoheterotrichida
  - Trachelocercida

## 外部連結
- 維基物種上的相關：後纖毛带亞門